# Granulocitopoese
Granulocitopoese, em hematologia, é a produção de células sanguíneas brancas que formam os granulócitos (neutrófilos, basófilos e eosinófilos).